# Phryxe guerinella
Phryxe guerinella là một loài ruồi trong họ Tachinidae.